# Waag (Minster)
Die Waag ist ein rund 8 Kilometer langer rechter Nebenfluss der Minster im Schweizer Kanton Schwyz.

## Geographie

### Verlauf
Die Waag entspringt auf etwa 1810 m ü. M. unterhalb des Gebirgskamms zwischen Gross Stärnen und Chli Stärnen in der Gemeinde Oberiberg. 
Sie fliesst anfangs nach Nordnordosten dem Talboden entgegen, wobei sie schon kurz nach der Quelle die Gemeindegrenze zu Unteriberg überquert. 
Bei Laueli erreicht die Waag den Talboden des Lochs, wo ihr von links der Abfluss des Seeblisees zufliesst. Sie durchquert das Tal anfangs in nordöstlicher Richtung, ehe sie bei der Talstation Weglosen von rechts den Weglosenbach aufnimmt und sich nach Norden wendet. Gleich anschliessend mündet bei Fuchsenweid von rechts der Gänigenbach, nach dessen Mündung ihr linksseitig die Hauptstrasse 386 folgt. Die Waag passiert Lehweid, Hintertwingi, Twingi sowie Vordertwingi. Es folgt eine kurze Talenge, nach der sich das Tal weitet.
Es fliesst ihr von rechts der Sitibach zu, bevor sie sich nach Nordosten wendet. 
Sie passiert den Weiler Waag sowie das Quartier Herti und mündet schliesslich auf 911 m ü. M. von rechts in die hier nur wenig grössere Minster.

### Einzugsgebiet
Das Einzugsgebiet der Waag erstreckt sich über eine Fläche von 23,81 Quadratkilometer. Es besteht aus 57,3 % landwirtschaftlicher Fläche, 27,3 % bestockter Fläche, 12,2 % unproduktiver Fläche, 2,5 % Siedlungsfläche und 0,7 % Gewässerfläche. Der höchste Punkt liegt auf 2269 m ü. M. wenig unterhalb des Drusbergs, die durchschnittliche Höhe beträgt 1428 m ü. M.
Im Süden liegt das Einzugsgebiet der Starzlen, im Westen das der Muota und im Osten das der Sihl.

### Zuflüsse
- Weglosenbach (rechts), 2,5 km, 3,81 km², 0,22 m³/s
- Gänigenbach (rechts), 2,1 km, 1,21 km²
- Filderentobel(bach) (rechts), 1,1 km
- Tubenmoosbach (links), 2,5 km, 0,86 km²
- Lehtobenbach (links), 2,0 km
- Sitibach (rechts), 3,1 km, 3,34 km²
- Schlötzbach (rechts), 2,2 km
- Waagbächlein (links), 1,3 km

## Hydrologie
An der Mündung der Waag in die Minster beträgt ihre modellierte mittlere Abflussmenge (MQ) 1200 l/s. Ihr Abflussregimetyp ist nival de transition und ihre Abflussvariabilität beträgt 19.